# Eddy von Ferrari Kellerhof
Eddy von Ferrari Kellerhof (* 2. August 1923 in Brixen, Südtirol; † 20. Januar 2000 in Verona) war ein Südtiroler Künstler, akademischer Maler und Grafiker.

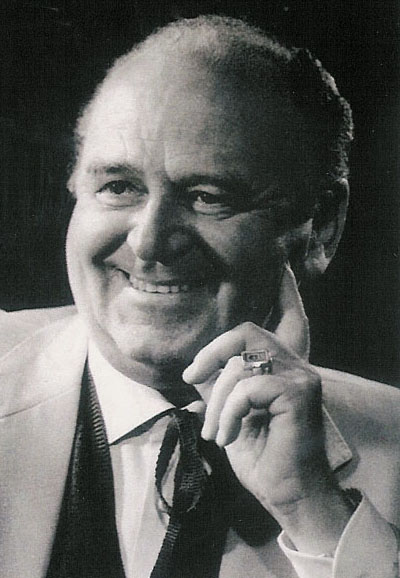
Eddy von Ferrari Kellerhof

## Leben
Nach dem Abitur absolvierte von Ferrari im Jahr 1943 eine Lehrzeit beim Bildhauer Franz Mersa in Brixen. 1944 wurde er zum Militärdienst eingezogen und diente bis zum Kriegsende als Sanitäter. Von 1945 bis 1949 studierte er an der Accademia di belle arti di Venezia bei Guido Cadorin, Giuseppe Galletti (Malerei) und Giovanni Giuliani (Graphik). Es folgte ein längerer Studienaufenthalt in Paris.
Er war ab 1952 Kunst- und Zeichenlehrer am Realgymnasium Brixen und blieb dies bis zum Jahr 1980. 1955 übersiedelte von Ferrari nach Bozen und arbeitete als freischaffender Künstler. 1957 heiratete er Christine von Call. 1960 wurde Tochter Franziska, ebenfalls Malerin und Restauratorin, und 1962 Sohn Christian geboren.

## Künstlerisches Schaffen
Ferraris Werk umfasst Landschaftsmalerei, Stillleben, Porträtmalerei, Sakrales in Öl, Tempera, Aquarellmalerei, Pastellmalerei und Grafik. Die Bilder dieser ersten Phase (1950–1954) zeigen eine starke Bindung an die Materialität der Farbe. Die dominierenden Ölbilder auf farbig-strukturiertem Malgrund vermitteln mit den „tiefen“ Tonwerten der pastösen Pinselstriche eine von markanten Hell-Dunkel-Effekten geprägte Grundstimmung im Sinne eines realitätsbezogenen Expressionismus. Diesem folgte von 1955 bis 1959 ein Stilwandel zum Magischen Realismus. In zahlreichen Stillleben und von literarischen Vorbildern inspirierten Kompositionen kehrte Ferrari wesentliche Elemente eine der Pittura metafisica verwandten lyrischen Surrealismus hervor. Ab 1960 fand er entschieden zur Farbdynamik venezianischer Malerei zurück. Die anfänglich düster-dissonante Farbskala wich besonders in den zahlreichen Landschaften in Öl, den Aquarell- und Pastellskizzen aus dem alpinen und mediterranen Raum allmählich einer frei aus der Farbe heraus gestalteten tonigen Malerei. Die zwischen impressionistischem Lichtkult und expressionistischen Formelementen angesiedelte Bildsprache bewahrt den impulsiven Pinselduktus, erfährt jedoch durch das kultivierte Wechselspiel von Licht und Schatten der zusehends aufgehellten Palette einer von atmosphärisch-transparenten Lichteffekten durchwirkte Stimmung – ohne die Schwelle zur Abstraktion zu überschreiten. Als Besonderheit in Ferraris reifen Landschaft-Impressionen finden sich auch architektonische Elemente, meist Häuser und Gehöfte als weiße Flecken mitten in der Natur, nicht definierte Objekte, sondern Mittel der Komposition für ein Gleichgewicht innerhalb der Bildstruktur.

### Werke in Museen und öffentlichen Gebäuden
- 1950 Lases, Pfarrkirche: Altarbild[2]
- 1952 Le Laste/Trentino, Marienkirche: Altarbild
- 1952 Livorno, Sig. Tristi
- 1953 Brixen, Walthersaal: Komponist Vinzenz Goller, Porträt
- 1970 Innsbruck, Tiroler Kaiserjägermuseum Bergisel: Kaiserjäger Franz Runge, Porträt
- 1983 Diözesanmuseum Brixen: Bischof Joseph Gargitter, Porträt
- Eppan, Ansitz Moos-Schulthaus, W.-Amonn-Stiftung: Ecce Homo
- Mailand, Sig. Brunetti
- Venedig, Peggy Guggenheim Foundation
- Zürich, Sig. Kern-Bulach

Der Großteil seiner Werke befindet sich in Privatbesitz in Italien, Schweiz, Österreich und Frankreich.

### Ausstellungen
- 1950, 1951, 1956: Galerie Prichsna Brixen
- 1957: Trient, Galleria Specchi
- 1958: Venedig, Gall. Bevilacqua la Massa
- 1959 bis 1986: häufig Dominikaner-Galerie Bozen
- 1962: St. Ulrich (Gröden), Circolo Artistico
- 1963: Innsbruck, Tiroler Kunstpavillon
- 1982: Meran, Galerie Pobitzer
- 1987: Athesia
- 1991: Kaltern, Galerie der Südtiroler Sparkasse
- 1993: Galerie Prisma, Bozen

## Auszeichnungen und Preise
- Premio Michetti, Francavilla a Mare (1953)
- Silbernes Lamm der Stadt Brixen (1958)
- Goldmedaille Tomaso Campanella, Rom (1972)
- Mitglied der Accademia Tiberina in Rom (1973)
- Silbermedaille der UNESCO, Paris (1977)
- Silbermedaille Europa Herbstsalon (1977)
- Oscar „Leonardo da Vinci“, Mailand (1978)
- Vicille Charité, Marseille (1978)
- Biennale Europa, Bamberg (1978)
- III. Ausstellung „Ars Sacra“ anlässlich des Besuchs von Papst Johannes Paul II., Kraków (1979)
- Cup Critique Monegasque, Monte Carlo (1979)
- Pokal – Europa Herbstsalon, Malta (1980)
- Pokal der Presidenza del C.E.I.C., Straßburg (1980)
- Internationaler Preis „Euro Color“, Sevilla (1981)
- Pokal III. Europäischer Herbstsalon, Paris (1981)
- Preis der Stadt Bonn (1983)
- Jury-Preis des Berliner Rathauses, Berlin (1984)

## Filme über Eddy von Ferrari
- 1994 Dokumentarfilm, RAI Sender Bozen
- 1998 Dokumentarfilm, RAI Sender Bozen